# Yui Oguri
Yui Oguri (tiếng Nhật: 小栗有以, Hán Việt: Tiểu Luật Hữu Dĩ, Hepburn: Oguri Yui) (sinh ngày 26 tháng 12 năm 2001), hay còn được biết đến với biệt danh Yui Yui, là một nữ ca sĩ, vũ công, người mẫu kiêm diễn viên người Nhật Bản. Bắt đầu sự nghiệp vào năm 2014, cô được khán giả biết đến là thành viên của nhóm nhạc nữ thần tượng AKB48, với tư cách là thành viên của nhóm 8 và nhóm B. Cô hiện được quản lý bởi công ty ZEST.
Ngoài sự nghiệp ca hát, cô cũng được chọn là người mẫu đại diện cho thương hiệu LARSE.